# Cachoeira de Goiás
Cachoeira de Goiás é um município brasileiro do interior do estado de Goiás. Faz parte da  microrregião de Iporá, juntamente com os municípios Amorinópolis, Córrego do Ouro, Fazenda Nova, Iporá, Israelândia, Ivolândia, Jaupaci, Moiporá e Novo Brasil.
Sua população estimada em 2015 era de 1 425 habitantes. O município possui o clima tropical de altitude. O local também é conhecido como a "cidade da Água Santa", fama adquirida graças à relatos de pessoas que foram curadas de alguma doença após beberem de uma nascente localizada na zona rural da cidade.

## História
O povoado de Cachoeira de Goiás teve origem em 1892, com a vinda de Manoel Fernandes Pereira  e outras famílias que ali construíram uma capela sob a invocação do Divino Pai Eterno e fizeram a doação de parte de suas terras à Igreja para a formação do patrimônio. 
Com a chegada de outras famílias, o povoado desenvolveu-se vagarosamente, até que, pelos esforços do Coronel Francisco Seabra Guimarães, passou à categoria de distrito, pela Lei Municipal nº 87, de 9 de abril de 1901, com o nome de Cachoeira da Fumaça, pertencente ao Município de Goiás. 
Em 31 de outubro de 1938, pelo Decreto-Lei 1.233, passou a pertencer ao Município de Paraúna. Sendo que a partir de 31 de dezembro de 1943, pelo Decreto-Lei nº 8.305, passou a denominar-se Moitú (de origem desconhecida). 
Em 1948, passou a pertencer a Aurilândia e em 10 de novembro de 1953, pela Lei nº 878, foi elevado à categoria de município, com o topônimo Cachoeira de Goiás, tendo sido instalado oficialmente em 01/01/1954. 

### Formação Administrativa
Distrito criado com a denominação de Cachoeira, ex-povoado, pela lei municipal nº 87, de 09/04/1901, subordinado ao município de Goiás. 
Em divisão administrativa referente ao ano de 1911, o distrito figura no município de Goiás.
Assim permanecendo em divisões territoriais datada de 31/12/1936 e 31/12/1937. 
Pelo decreto-lei estadual nº 557, de 30/03/1938, o distrito de Cachoeira deixa de pertencer ao município de Goiás para ser anexado ao de Paraúna. 
No quadro fixado para vigorar no período de 1939-1943, o distrito figura no município de Paraúna. 
Pelo decreto-lei estadual nº 8.305, de 31/12/1943, o distrito de Cachoeira passou a denominar-se Moitú. 
No quadro para vigorar no período de 1944-1948, o distrito de Moitú figura no município de Paraúna.
Pela lei estadual nº 173, de 07/10/1948, o distrito de Moitú deixa de pertencer ao município Paraúna para ser anexado ao novo município de Aurilândia.
Em divisão territorial datada de 01/07/1950, o distrito de Moitú, figura no município de Aurilândia. 
Elevado à categoria de município com a denominação de Cachoeira de Goiás, pela lei estadual nº 878, de 10/11/1953, desmembrado de Aurilândia. Sede no atual distrito de Cachoeira de Goiás, ex-Moitú. Constituído do distrito sede. Instalado em 01/01/1954. 
Em divisão territorial datada de 01/07/1960, o município é constituído do distrito sede. 
Assim permanecendo em divisão territorial datada de 2007. 
Alteração toponímica distrital : Cachoeira para Moitú alterado, pela lei municipal nº 8.305, de 31/12/1943. Moitú para cachoeira de Goiás alterado, pela lei estadual nº 878, de 10/11/1953. 